# Fangcheng, Fangchenggang
Fangcheng är ett stadsdistrikt i Fangchenggang i den autonoma regionen Guangxi i sydligaste Kina.